# آن‌ها (بازی ویدئویی)
آنها (به انگلیسی: They) یک بازی ویدئویی لغو شده در سبک تیراندازی اول شخص که سابقاً توسط شرکت لهستانی متروپولیس سافتور ساخته می‌شد و قرار بود برای مایکروسافت ویندوز منتشر شود.